# Densidade de energia
Densidade de energia é a relação entre a quantidade de energia contida em um dado sistema ou região do espaço e o volume ou a massa, dependendo do contexto, deste sistema/região. 
Em contextos, é evidente qual grandeza é mais útil: por exemplo, em um foguete a densidade em relação à massa é o mais importante parâmetro; mas quando se estuda um gás pressurizado ou magnetoidrodinâmica, densidade em relação ao volume é o mais adequado. Em determinadas situações, (comparando, por exemplo, a eficiência de combustíveis, como hidrogênio e gasolina), ambos os valores são apropriados e devem ser explicitados. (O hidrogênio tem maior densidade energética por unidade de massa do que a gasolina, mas densidade energética por unidade de volume muito mais baixa.)
A densidade energética por unidade de volume tem as mesmas unidades físicas da pressão, e em muitas circunstâncias é um sinônimo exato: por exemplo, a densidade de energia do campo magnético podem ser expressa como (e se comporta como) uma pressão física, e a energia requerida para comprimir um gás pode ser calculada multiplicando-se a pressão do gás comprimido por sua alteração de volume.

## Densidade de energia em armazenamento e em combustíveis

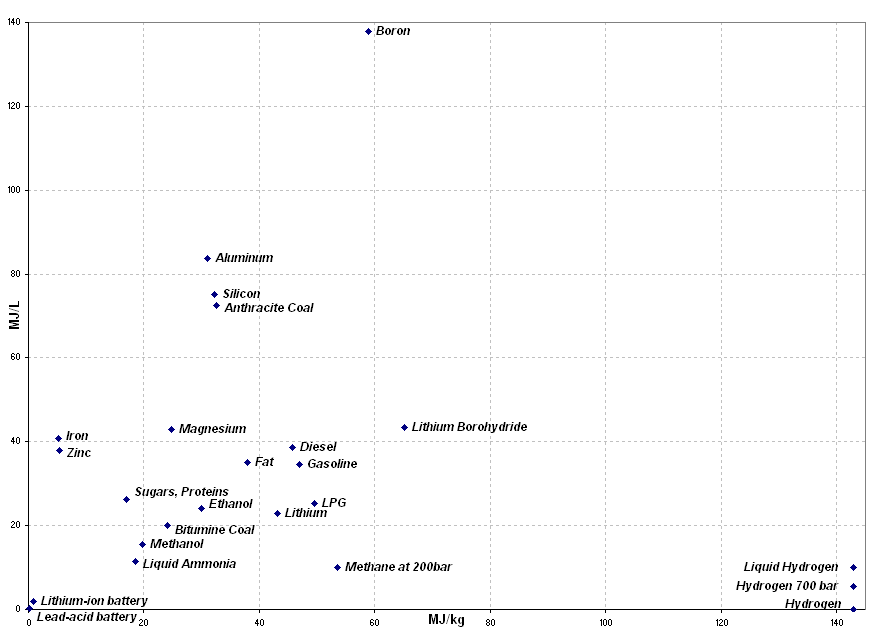
Densidade de energia de vários meios de armazenagem.

Em análises de armazenamento de energia, a densidade de energia relaciona a massa de um corpo com a energia nele armazenada. Quanto mais alta a densidade de energia, mais energia pode ser armazenada ou transportada pela mesma quantidade de massa. 
No contexto de seleção de combustíveis, a densidade de um combustível é também chamada de energia específica deste combustível.
Densidade de energia gravimétrica e volumétrica de alguns combustíveis e tecnologias de armazenamento (modificado do artigo sobre gasolina):
Nota: Alguns valores podem não ser precisos por causa de isômeros ou outras irregularidades. Ver poder calorífico para uma tabela compreendendo energias específicas de combustíveis importantes.
Esta tabela não leva em consideração a massa e o volume do oxigênio exigido para muitas das reações químicas, porque se supõe que esteja disponível livre e presente na atmosfera. Nos casos onde isto não é verdadeiro (como o combustível de foguetes), o oxigênio é incluído como comburente.
| Tipo de armazenagem | Densidade de energia por massa (MJ/kg) | Densidade de energia por volume (MJ/L) | Pico de eficiência de recuperação (%) | Eficiência de recuperação prática (%) |
| --- | -------------------------------------- | -------------------------------------- | ------------------------------------- | ------------------------------------- |
| Equivalência massa-energia                                                                                               | 89.876.000.000                         |                                        |                                       |                                       |
| Energia de ligação do núcleo hélio-4                                                                                     | 683.000.000                            | 8.57x1024                              |                                       |                                       |
| Fusão nuclear do hidrogênio (fonte energia do Sol)                                                                       | 645.000.000                            |                                        |                                       |                                       |
| Fissão nuclear (de U-235) (Usado em usinas nucleares)                                                                    | 88.250.000                             | 1.500.000.000                          |                                       |                                       |
| Urânio natural (99,3% U238, 0,7% U235) em reator reprodutor rápido                                                       | 24.000.000                             |                                        |                                       | 50%                                   |
| Urânio enriquecido (3,5% U235) em reator de água leve                                                                    | 3.456.000                              |                                        |                                       | 30%                                   |
| Isômero Hf-178m2 | 1.326.000                              | 17.649.060                             |                                       |                                       |
| Urânio natural (0,7% U235) em reator de água leve                                                                        | 443.000                                |                                        |                                       | 30%                                   |
| Isômero Ta-180m | 41.340                                 | 689.964                                |                                       |                                       |
| Hidrogênio líquido | 143                                    | 10.1                                   |                                       |                                       |
| Hidrogênio gasoso comprimido a 700 bar                                                                                   | 143                                    | 5,6                                    |                                       |                                       |
| Hidrogênio gasoso a temperatura ambiente[carece de fontes?]                                                              | 143                                    | 0,01079                                |                                       |                                       |
| Berílio (tóxico) (queimado ao ar)                                                                                        | 67,6                                   | 125,1                                  |                                       |                                       |
| Borohidreto de lítio (queimado ao ar)                                                                                    | 65,2                                   | 43,4                                   |                                       |                                       |
| Boro (queimado ao ar) | 58,9                                   | 137,8                                  |                                       |                                       |
| Gás natural comprimido a 200 bar                                                                                         | 53,6                                   | 10                                     |                                       |                                       |
| LPG propano | 49,6                                   | 25,3                                   |                                       |                                       |
| LPG butano | 49,1                                   | 27,7                                   |                                       |                                       |
| Gasolina | 46,9                                   | 34,6                                   |                                       |                                       |
| Óleo diesel/residencial óleo de calefação                                                                                | 45,8                                   | 38,7                                   |                                       |                                       |
| Plástico polietileno | 46,3                                   | 42,6                                   |                                       |                                       |
| Plástico polipropileno                                                                                                   | 46,3                                   | 41,7                                   |                                       |                                       |
| gasohol (10% etanol 90% gasolina)                                                                                        | 43,54                                  | 28,06 (não consistente com detalhe)    |                                       |                                       |
| Lítio (queimado ao ar)                                                                                                   | 43,1                                   | 23,0                                   |                                       |                                       |
| Jet A combustível de aviação / querosene                                                                                 | 42,8                                   | 33                                     |                                       |                                       |
| Óleo biodiesel (óleo vegetal)                                                                                            | 42,20                                  | 33                                     |                                       |                                       |
| DMF (2,5-dimetilfurano)                                                                                                  | 42                                     | 37,8                                   |                                       |                                       |
| Óleo cru (de acordo com a definição de tonelada equivalente de óleo)                                                     | 41,87                                  | 37                                     |                                       |                                       |
| Plástico poliestireno | 41,4                                   | 43,5                                   |                                       |                                       |
| Metabolismo de gordura corporal                                                                                          | 38                                     | 35                                     | 22-26%                                |                                       |
| Butanol | 36,6                                   | 29,2                                   |                                       |                                       |
| Energia específica orbital da baixa órbita terrestre                                                                     | 33 (aprox.)                            |                                        |                                       |                                       |
| Grafita (queimada ao ar)                                                                                                 | 32,7                                   | 72,9                                   |                                       |                                       |
| Carvão antracita | 32,5                                   | 72,4                                   |                                       | 36%                                   |
| Silício (queimado ao ar)                                                                                                 | 32,2                                   | 75,1                                   |                                       |                                       |
| Alumínio (queimado ao ar)                                                                                                | 31,0                                   | 83,8                                   |                                       |                                       |
| Etanol | 30                                     | 24                                     |                                       |                                       |
| Plástico poliéster | 26,0                                   | 35,6                                   |                                       |                                       |
| Magnésio (queimado ao ar)                                                                                                | 24,7                                   | 43,0                                   |                                       |                                       |
| Carvão betuminoso | 24                                     | 20                                     |                                       |                                       |
| Plástico PET | 23,5 (impuro)                          |                                        |                                       |                                       |
| Metanol | 19,7                                   | 15,6                                   |                                       |                                       |
| Hidrazina (tóxica) queimada a N2+H2O                                                                                     | 19,5                                   | 19,3                                   |                                       |                                       |
| Amônia (queimada a N2+H2O)                                                                                               | 18,6                                   | 11,5                                   |                                       |                                       |
| Plástico PVC (combustão tóxica imprópria)                                                                                | 18,0                                   | 25,2                                   |                                       |                                       |
| Metabolismo de açúcares, carboidratos e proteínas                                                                        | 17                                     | 26,2(dextrose)                         | 22-26%                                |                                       |
| Cl2O7 + CH4 - calculado                                                                                                  | 17,4                                   |                                        |                                       |                                       |
| Carvão lignita | 14-19                                  |                                        |                                       |                                       |
| Cálcio (queimado ao ar)                                                                                                  | 15,9                                   | 24,6                                   |                                       |                                       |
| Esterco de bovinos seco e de camelos                                                                                     | 15,5                                   |                                        |                                       |                                       |
| Madeira | 6–17                                   | 1,8–3,2                                |                                       |                                       |
| Hidrogênio líquido + oxigênio (como oxidante) (1:8 (p/p), 14,1:7,0 (v/v))                                                | 13,333                                 | 5,7                                    |                                       |                                       |
| Sódio (queimado a úmico a hidróxido de sódio)                                                                            | 13,3                                   | 12,8                                   |                                       |                                       |
| Decomposição de Cl2O7 - calculado                                                                                        | 12,2                                   |                                        |                                       |                                       |
| Nitrometano | 11,3                                   | 12,9                                   |                                       |                                       |
| Lixo doméstico | 8-11                                   |                                        |                                       |                                       |
| Sódio (queimado a seco a óxido de sódio)                                                                                 | 9,1                                    | 8,8                                    |                                       |                                       |
| Octanitrocubano explosivo - calculado                                                                                    | 7,4                                    |                                        |                                       |                                       |
| Sódio (reagindo com cloro)                                                                                               | 7,0349                                 |                                        |                                       |                                       |
| Amonal (Al+NH4NO3 oxidante)                                                                                              | 6,9                                    | 12,7                                   |                                       |                                       |
| Tetranitrometano + hidrazina explosiva - calculado                                                                       | 6,6                                    |                                        |                                       |                                       |
| Hexanitrobenzeno explosivo - calculado                                                                                   | 6,5                                    |                                        |                                       |                                       |
| Zinco (queimado ao ar)                                                                                                   | 5,3                                    | 38,0                                   |                                       |                                       |
| Plástico Teflon (combustão tóxica, mas retardante de chama)                                                              | 5,1                                    | 11,2                                   |                                       |                                       |
| Ferro (queimado a óxido de ferro (III))                                                                                  | 5,2                                    | 40,68                                  |                                       |                                       |
| Ferro (queimado a óxido de ferro (II))                                                                                   | 4,9                                    | 38,2                                   |                                       |                                       |
| TNT | 4,184                                  | 6,92                                   |                                       |                                       |
| Termita de cobre (Al + CuO como oxidante)                                                                                | 4,13                                   | 20,9                                   |                                       |                                       |
| Termita (pé de Al + Fe2O3 como oxidante)                                                                                 | 4,00                                   | 18,4                                   |                                       |                                       |
| Ar comprimido a 300 bar (a 12 °C), sem recipiente                                                                        | 0,512                                  | 0,16                                   |                                       |                                       |
| ANFO | 3,88                                   |                                        |                                       |                                       |
| Decomposição de peróxido de hidrogênio (como monopropelente)                                                             | 2,7                                    | 3,8                                    |                                       |                                       |
| Bateria íon lítio com nanofios                                                                                           | 2,54-2,72?                             | 29 sm=n                                |                                       | 95%                                   |
| Bateria de cloreto de lítio tionilo                                                                                      | 2,5                                    |                                        |                                       |                                       |
| Bateria de íon fluoreto                                                                                                  | 1,7-(?)                                | 2,8(?)                                 |                                       |                                       |
| Célula combustível regenerativa (célula combustível com reservatório interno de hidrogênio muito usado como uma bateria) | 1,62                                   |                                        |                                       |                                       |
| Decomposição (tóxica) de hidrazina (como monopropelente)                                                                 | 1,6                                    | 1,6                                    |                                       |                                       |
| Decomposição de nitrato de amônia (como monopropelente)                                                                  | 1,4                                    | 2,5                                    |                                       |                                       |
| Capacitor por EEStor (capacidade aclamada)                                                                               | 1,0                                    |                                        |                                       |                                       |
| "Brisa molecular" | ~1                                     |                                        |                                       |                                       |
| Bateria sódio-enxofre |                                        | 1,23                                   |                                       | 85%                                   |
| Nitrogênio líquido | 0,77                                   | 0,62                                   |                                       |                                       |
| Bateria de íon lítio | 0,54–0,72                              | 0,9–1,9                                | 95%                                   |                                       |
| Bateria de lítio enxofre                                                                                                 | 0,54-1,44                              |                                        |                                       |                                       |
| Penetrador de energia cinética                                                                                           | 1,9-3,4                                | 30-54                                  |                                       |                                       |
| Projétil 5,56 × 45 mm NATO                                                                                               | 0,4-0,8                                | 3,2-6,4                                |                                       |                                       |
| Bateria Zn-ar | 0,40 a 1,7                             | 5,9                                    |                                       |                                       |
| Bateria inercial | 0,5                                    |                                        |                                       | 81-94%[carece de fontes?]             |
| Gelo | 0,335                                  | 0,335                                  |                                       |                                       |
| Bateria de fluxo zinco-bromo                                                                                             | 0,27–0,306                             |                                        |                                       |                                       |
| Ar comprimido a 20 bar (a 12 °C), sem recipiente                                                                         | 0,27                                   | 0,01                                   |                                       | 64%                                   |
| Bateria NiMH | 0,22                                   | 0,36                                   |                                       | 60%                                   |
| Bateria NiCd | 0,14-0,22                              |                                        |                                       | 80%                                   |
| Bateria ácido chumbo | 0,09–0,11                              | 0,14–0,17                              | 75-85%                                |                                       |
| Ar comprimido in fiber-wound bottle at 200 bar (at 24 °C)                                                                | 0.1                                    | 0.1                                    |                                       |                                       |
| Commercial lead acid battery pack                                                                                        | 0.072-0.079                            |                                        |                                       |                                       |
| Vanadium redox battery                                                                                                   | 0.09                                   | 0.1188                                 |                                       | 70-75%                                |
| Vanadium bromide redox battery                                                                                           | 0.18                                   | 0.252                                  |                                       | 81%                                   |
| compressed air in steel bottle at 200 bar (at 24 °C)                                                                     | 0.04                                   | 0.1                                    |                                       |                                       |
| Ultracapacitor | 0.0206                                 | 0.050                                  |                                       |                                       |
| Supercapacitor | 0.01                                   |                                        | 98.5%                                 | 90%                                   |
| Capacitor | 0.002                                  |                                        |                                       |                                       |
| Water at 100 m dam height                                                                                                | 0.001                                  | 0.001                                  |                                       | 85-90%                                |
| Spring power (clock spring), torsion spring                                                                              | 0.0003                                 | 0.0006                                 |                                       |                                       |